# フルイタデンス
フルイタデンス(学名：Fruitadens 「フルイタ、フルータ(アメリカの地名)の歯」の意) 後期ジュラ紀アメリカのモリソン層から発見され約１億5000万年前に生息していたヘテロドントサウルス科の恐竜の属。

## 発見と命名
アメリカのモリソン層から大人と子供の化石が発見され、2010年にバトラーたちが命名した。タイプ種はFruitadens haagarorumbr。カナ転写表記で「フルイタデンス・ハーガロルム」になる。

## 概要

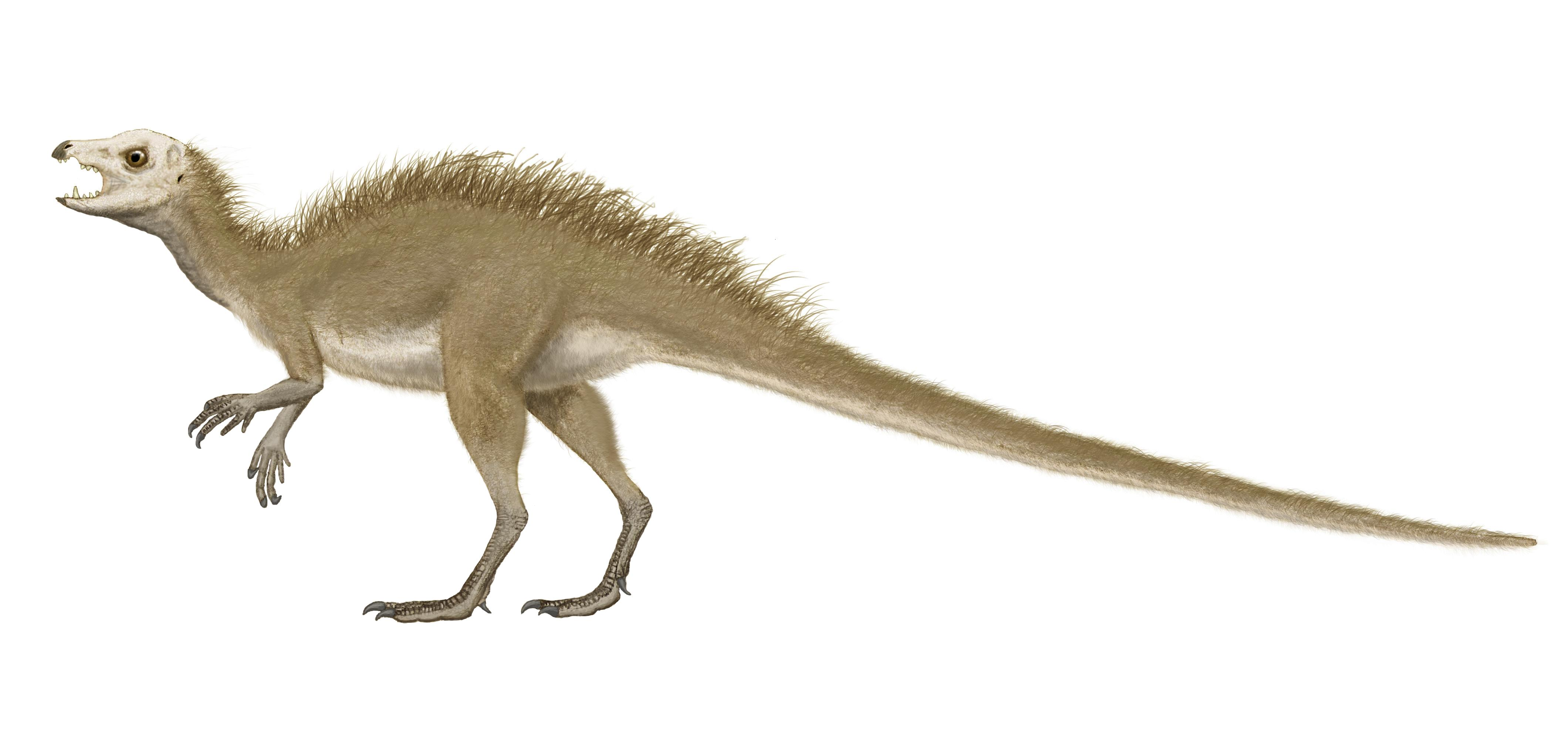
フルイタデンスの想像復元図

推定全長は約0.75メートルでヘテロドントサウルス形類の中では、小型な方。推定体重は約0.5キログラムから0.75キログラムと推測されている。下顎には犬歯のような牙があり、雑食で主に植物や昆虫などを食べていたの考えられている。後ろ足の骨には、中が空洞になっていた。化石はアメリカのカリフォルニア州にあるロサンゼルス自然史博物館に所蔵されている。